# Marie-Agnès Labarre
Marie-Agnès Labarre ou Agnès Labarre, née Marie-Agnès Lebœuf le 12 juin 1945, est une femme politique française. Membre du Parti de gauche, elle est sénatrice de l’Essonne et maire de Vert-le-Petit.

## Biographie
Marie-Agnès Lebœuf, épouse Labarre, est née le 12 juin 1945.
Marie-Agnès Labarre exerce la profession d'ingénieur en microbiologie à la direction des centres d'expertise et d'essais du centre d'études du Bouchet à Vert-le-Petit, dépendant de la direction générale de l'Armement.
Marie-Agnès Labarre est élue maire de Vert-le-Petit le 18 juin 1995. 
Au cours des élections régionales de 2004, elle est en vingtième position sur la liste essonnienne de Rassemblement de la gauche et des Verts conduite par Jean-Paul Huchon en île-de-France et Julien Dray en Essonne, mais n'est pas élue. 
Elle est candidate socialiste dans la deuxième circonscription de l’Essonne lors des élections législatives de 2007, se plaçant en seconde position avec 18,58 % des voix au premier tour face au député-maire d'Étampes Franck Marlin élu dès le premier tour avec 54,99 % des voix. 
Elle figure en quatrième de la liste d'union de la gauche lors des élections sénatoriales de 2004 dans l'Essonne, mais seuls les trois premiers sont élus. À la suite de l'élection de Jean-Luc Mélenchon comme député européen de la circonscription Sud-Ouest en 2009, validée en 2010, elle prend sa suite en devenant à son tour sénatrice de l'Essonne.
Ex-militante du PS, Marie-Agnès Labarre rejoint le Parti de gauche à sa création en 2009. En 2011 elle ne fut pas candidate aux élections sénatoriales.

## Synthèse des fonctions politiques

### Mandats nationaux

#### Sénatrice de l'Essonne
Le 8 janvier 2010, à la suite de la validation de l'élection de Jean-Luc Mélenchon au Parlement européen, Marie-Agnès Labarre devient sénatrice de l'Essonne. Elle ne fut pas candidate lors de l'élection de 2011.

### Mandats locaux

#### Maire de Vert-le-Petit
Marie-Agnès Labarre a été maire de Vert-le-Petit entre 1995 et 2008. À partir de 2002, elle a relancé un projet d'aide au développement avec la commune d'Ayorou au Niger développé en 1974.

#### Vice-présidente d'intercommunalité
Marie-Agnès Labarre a été deuxième vice-présidente chargée du développement économique dans le cadre de la communauté de communes du Val d’Essonne de sa création en 2002 jusqu'en 2008.

### Autres mandats
Marie-Agnès Labarre a été vice-présidente du syndicat intercommunal de l'assainissement et de la restauration des cours d'eau Essonne aval, chargée de l'assainissement.

## Décorations et récompenses
Marie-Agnès Labarre a été élevée au grade de chevalier dans l'ordre national du Mérite le 15 novembre 1999.